# Estació de Can Jaumandreu
Can Jaumandreu és una estació de tramvia de les línies T5 i T6 de la xarxa del Trambesòs situada sobre el costat mar de la Gran Via de les Corts Catalanes, tocant a la Rambla del Poblenou i al carrer Sant Joan de Malta, al districte de Sant Martí de Barcelona. Es va inaugurar el 14 d'octubre de 2006 amb l'obertura de la T5 entre Glòries i Besòs. La T6 hi circula des del 20 de febrer de 2012.
Durant el periode de proves sense passatgers, el 27 de setembre de 2006, un comboi va descarrilar a l'entrada de l'estació direcció Glòries. L'incident va obligar a rectificar el traçat en 40 metres suavitzant el revolt d'entrada a l'estació a la sortida del túnel. Aquests treballs van endarrerir de la posada en servei de la parada. Finalment, el 14 d'octubre de 2006, s'estrenava l'estació amb la nova línia T5 del Trambesòs per la Gran Via entre les Glòries i l'estació de Besòs.
La reurbanització de l'entorn de la Plaça de les Glòries i la Gran Via va suposar afectacions al servei del tramvia. Entre el gener i l'abril del 2019 la parada va passar a ser terminal de línia pel tall entre l'estació de Glòries i Can Jamandreu.
| Trambesòs                  |         |                       |            |                        |
| Procedència/Destinació     | <       | Línia                 | >          | Procedència/Destinació |
| Ciutadella - Vila Olímpica | Glòries |                       | Espronceda | Gorg                   |
| Ciutadella - Vila Olímpica | Glòries | Estació de Sant Adrià | Espronceda |                        |